# Driving Home for Christmas
Driving Home for Christmas е коледна песен, написана и композирана от британския певец и автор на песни Крис Рия. Първата версия първоначално е издадена като Б-страна на неговия сингъл Hello Friend през 1986 г. През октомври 1988 г., е презаписана нова версия, която служи като една от двете нови песни в първата компилация на Крис Рия New Light Through Old Windows. Driving Home for Christmas е издадена като четвърти сингъл от компилацията през декември 1988 г. и достига 53-то място в „Ю Кей Сингълс Чарт“.
Въпреки първоначалното си скромно представяне в класациите, песента се появява отново в „Ю Кей Сингълс Чарт“ всяка година от 2007 г., когато достига № 33, и е включена сред Топ 10 коледни сингли. Driving Home for Christmas влиза отново в класацията на Обединеното кралство за сингил под № 10 през 2021 г. В допитване в Обединеното кралство през декември 2012 г., песента е поставена под № 12 в телевизионния специален филм на „Ай Ти Ви“ „Любимата коледна песен на нацията“.
Оттогава песента е използвана от множество изпълнители, включително Енгелберт Хъмпърдинг, а версия от 2011 г. на Стейси Соломон достига № 27 в „Ю Кей Сингълс Чарт“.

## Списък с песните

### 7-инчова грам. плоча
1. Driving Home for Christmas – 4:04
2. Footsteps in the Snow – 4:34
3. Joys of Christmas – 5:17
4. Smile – 3:30

### Компактдист
1. Driving Home for Christmas – 4:33
2. Hello Friend – 4:21